# Nun ist das Heil und die Kraft
Nun ist das Heil und die Kraft (in tedesco, "Ora la salvezza e la forza") BWV 50 è un corale di Johann Sebastian Bach. La sua struttura, comprendente un solo movimento, è troppo breve per una funzione liturgica completa, e questo fa supporre che il corale fosse il primo o l'ultimo movimento di una cantata, oggi andata perduta.

## Storia
Il corale Nun ist das Heil und die Kraft ha affascinato gli studiosi di Bach a causa della sua provenienza incerta: non esiste, infatti, manoscritto autografo, e le prime copie esistenti non menzionano il nome di Bach. Nel 1982 il musicologo William Scheide ipotizzò che la versione che attualmente conosciamo, per doppio coro, potesse essere l'arrangiamento di un corale a cinque voci di Bach, andato perduto. Questa spiegazione si basa su diversi passaggi inusuali presenti nel BWV 50, difficilmente compatibili con lo stile notoriamente preciso di Bach.
Anche il musicologo Alfred Dürr ipotizza che il BWV 50 potesse essere originariamente nato come corale a cinque voci, con i contralti divisi in due. La versione attuale, secondo lo stesso Dürr, potrebbe essere il frutto di una successiva espansione per doppio coro. Un esame dello spartito, infatti, evidenzia atipici accordi raddoppiati, segno che alcune parti vennero aggiunte sopra uno schema di dimensioni minori precedentemente esistente.
Nel 2000 il musicologo Joshua Rifkin sostenne che la soluzione più plausibile potesse essere che il corale non fosse completamente di Bach, ma che un ignoto contemporaneo (forse uno dei suoi figli, o un suo allievo) potesse aver preso parte alla composizione. La vicenda è tuttora fonte di dibattito.

## Struttura
L'opera, in forma di fuga animata da un contrappunto piuttosto complesso, è composta per un'orchestra inusualmente grande, indicando che venne probabilmente scritta per qualche occasione speciale. Lo spartito prevede due cori da quattro voci ciascuno, quattro solisti, tre trombe, timpani, tre oboi, due violini, viola e basso continuo. La durata totale è di circa tre minuti. Il testo deriva dall'Apocalisse secondo San Giovanni 12:10, e, stando al testo, alcuni musicologi suppongono che il corale potesse essere stato composto per il 29 settembre, solennità di San Michele Arcangelo.